# Jonathan Darlington
Jonathan Darlington (Lapworth, 1956) est un chef d'orchestre britannique, directeur musical de l'Orchestre philharmonique de Duisbourg et de l'Opéra de Vancouver. Il est connu pour son vaste répertoire, touchant également l'opéra et  la musique symphonique et apparaît régulièrement à la tête de grands orchestres et maisons d'opéra, notamment l'Orchestre national de France, l'Orchestre symphonique de la radio de Prague, l'Orchestre de chambre suédois, Orchestra symphonique de San Carlo de Naples, l'Orchestre philharmonique de Strasbourg, l'Orchestre national de Taïwan, l'Orchestre symphonique de la BBC, l'English National Opera et l'Opéra d'Australie.

## Biographie
Jonathan Darlington est formé à The King's School de Worcester et est diplômé de l'université de Durham et de la Royal Academy of Music. Au début de sa carrière, il travaille avec Pierre Boulez, Riccardo Muti et Olivier Messiaen. Il fait ses débuts à la direction d'orchestre en 1984 au théâtre des Champs-Élysées dans l'Ormindo de Francesco Cavalli. En 1991, il est nommé adjoint au directeur musical, Myung-Whun Chung à l'Opéra de la Bastille, où il fait ses débuts dans Le nozze di Figaro. Il est le frère du chef d'orchestre Stephen Darlington.
Dans ses prestations récentes on trouve création mondiale de La Grande Magia de Manfred Trojahn, avec la Staatskapelle de Dresde (mai 2008), Louise de Gustave Charpentier avec le Deutsche Oper am Rhein et le Philharmonique de Duisburg (octobre 2008), et Salomé avec l'Opéra de Vancouver (mai 2009). Il s'est produit en tant que chef invité de l'Orchestre philharmonique de Strasbourg, l'Orchestre philharmonique de Fribourg et l'Orchestre du Konzerthaus de Berlin. En août 2009, Darlington dirige le Fidelio  de Beethoven à l'Opéra d'Australie.
Pour la saison 2009/2010, il dirige Le Rossignol et autres fables (un programme d'œuvres courtes de Stravinsky, y compris son opéra Le Rossignol) dans une nouvelle production de Robert Lepage pour la Compagnie nationale d'opéra du Canada à Toronto.
Il dirige depuis 2022 l'Orchestre symphonique de Nuremberg.

## Récompenses
Jonathan Darlington est nommé chevalier des Arts et des Lettres ainsi que compagnon de l'Royal Academy of Music de Londres.

## Enregistrements
Jonathan Darlington a enregistré pour Deutsche Grammophon, Acousense, Arion, BMG, Cavi-music et Maguelone.

### Discographie
Avec l'Orchestre national de France : 
- Guillaume Connesson : Athanor, Supernova - Orchestre national de France ; Chœur de Radio France ; Virginie Pesch, soprano ; Nigel Smith, baryton ; Jonathan Darlington, Muhai Tang, chefs d'orchestre (Radio France/ Naïve, 2004)

Avec l'Orchestre philharmonique du Luxembourg :
- Poulenc, Les Animaux modèles, Sinfonietta - Orchestre philharmonique du Luxembourg, dir. Jonathan Darlington (Timpani, 1998).

Avec l'Orchestre philharmonique de Duisbourg :
- Arnold Schönberg/Gabriel Fauré, Pélleas et Mélisande - Orchestre philharmonique de Duisbourg, dir. Jonathan Darlington (Acousence, 2009)
- Antonin Dvorak, Concerto pour piano en sol mineur - Orchestre philharmonique de Duisbourg ; Boris Bloch, piano ; dir. Jonathan Darlington (Acousence, 2009)
- Gustav Mahler, Symphonie no 6 - Orchestre philharmonique de Duisburg, dir. Jonathan Darlington (Acousence, 2008)
- Jazz at the Philharmonic - Andy Miles, clarinette ; Orchestre philharmonique de Duisbourg, dir. Jonathan Darlington (Telos, 2008)
- André Jolivet, Concerto pour piano et orchestre ; Maurice Ravel-Marius Constant, Gaspard de la nuit ; Claude Debussy-Bernardino Molinari, L'Isle joyeuse - Pascal Gallet, piano ; Orchestre philharmonique de Duisburg, dir. Jonathan Darlington (Acousence, 2008)
- Dmitri Chostakovitch, Symphonie la majeur op. 141 ; Wolfgang Amadeus Mozart, Symphonie Haffner no 35 en ré majeur KV 385 - Orchestre philharmonique de Duisbourg, dir. Jonathan Darlington (Acousence, 2007)
- Wagner-Gala der RuhrTriennale 2004 - Petra Maria Schnitzer, soprano ; Peter Seiffert, ténor ; Orchestre philharmonique de Duisbourg, dir. Jonathan Darlington (WDR/ Oehms Classics, 2004)
- Hector Berlioz, Ouverture Benvenuto Cellini ; Mauricio Kagel, Accords Brisés ; Béla Bartók, Concerto pour orchestre (Confido, 2003).

### Vidéographie
- Piotr Illitch Tchaïkovski, Le Lac des Cygnes - Marie-Claude Pietragalla, Patrick Dupond ; Ballet de l’Opéra national de Paris, l'Orchestre de l'Opéra national de Paris, dir. Jonathan Darlington (NVC Arts, 1992 (DVD 2005, Bel Air Classiques)